# Cértima
Cértima es una de las ciudades prerromanas de la península ibérica de las que se tiene noticia por los textos clásicos pero cuya localización sin ningún género de duda, al igual que otras muchas, no ha sido posible determinar hasta la fecha.

### Hipótesis de localización en el Cerro de la Virgen en Campo de Criptana (Ciudad Real)

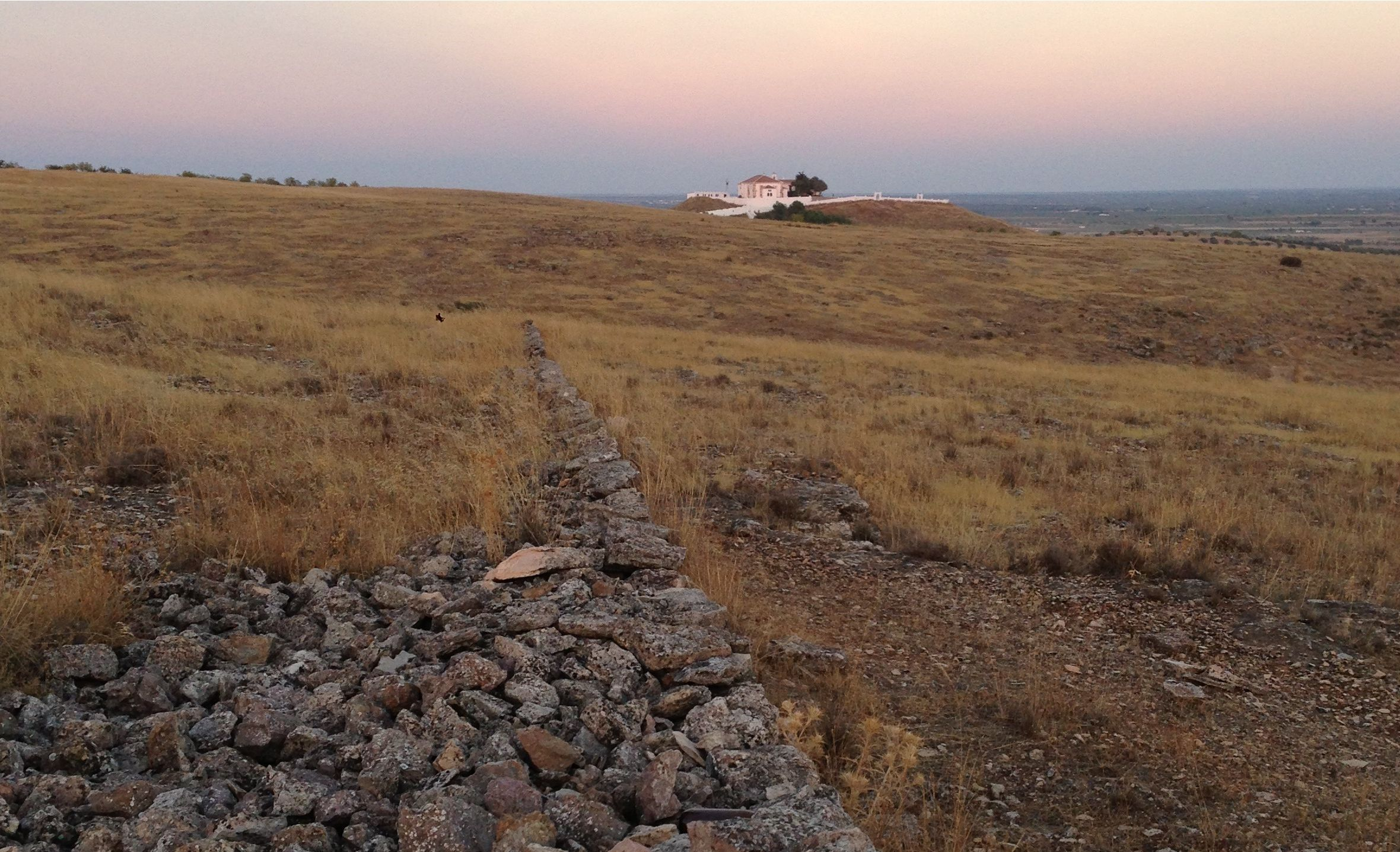
Vista del cerro de la Virgen de Criptana (fondo) desde el muro del campamento romano de El Real (frente)